# Eviota
Eviota är ett släkte av fiskar. Eviota ingår i familjen smörbultsfiskar.

## Dottertaxa tillEviota, i alfabetisk ordning[1]
- Eviota abax
- Eviota afelei
- Eviota albolineata
- Eviota ancora
- Eviota bifasciata
- Eviota bimaculata
- Eviota cometa
- Eviota disrupta
- Eviota distigma
- Eviota epiphanes
- Eviota fasciola
- Eviota guttata
- Eviota herrei
- Eviota hoesei
- Eviota indica
- Eviota infulata
- Eviota inutilis
- Eviota irrasa
- Eviota japonica
- Eviota karaspila
- Eviota korechika
- Eviota lachdeberei
- Eviota lacrimae
- Eviota latifasciata
- Eviota masudai
- Eviota melasma
- Eviota mikiae
- Eviota monostigma
- Eviota natalis
- Eviota nebulosa
- Eviota nigripinna
- Eviota nigrispina
- Eviota nigriventris
- Eviota ocellifer
- Eviota pardalota
- Eviota partimacula
- Eviota pellucida
- Eviota prasina
- Eviota prasites
- Eviota pseudostigma
- Eviota punctulata
- Eviota queenslandica
- Eviota raja
- Eviota randalli
- Eviota readerae
- Eviota rubriguttata
- Eviota rubrisparsa
- Eviota saipanensis
- Eviota sebreei
- Eviota shimadai
- Eviota sigillata
- Eviota smaragdus
- Eviota sparsa
- Eviota spilota
- Eviota storthynx
- Eviota susanae
- Eviota tigrina
- Eviota toshiyuki
- Eviota variola
- Eviota winterbottomi
- Eviota zebrina
- Eviota zonura